# Kolonia Wileńska (przystanek kolejowy)
Kolonia Wileńska (lit. Pavilnys, ros. Павильнис) – przystanek kolejowy w dzielnicy Nowa Wilejka, w Wilnie, na Litwie. Leży na linii dawnej Kolei Warszawsko-Petersburskiej.
Nazwa przystanku pochodzi od historycznej miejscowości Kolonia Wileńska, na terenie której leży przystanek.
Przystanek istniał przed II wojną światową.